# Absolute Beginners (chanson)
Pour les articles homonymes, voir Absolute Beginners.
Singles de David Bowie
Dancing in the Street
(1985) Underground
(1986)
Absolute Beginners est une chanson écrite, composée et interprétée par David Bowie, sortie en single en mars 1986, extraite de la bande originale du film Absolute Beginners.
Elle obtient un important succès et se classe dans les cinq premières places des charts de plusieurs pays, se vendant à 61 000 exemplaires en France.
Le claviériste Rick Wakeman est au piano.
La chanson a été reprise par le groupe britannique Saint Etienne en 2008, Carla Bruni en 2010, Cary Brothers en 2012.
Comme le film Absolute Beginners, le clip est réalisé par Julien Temple.

## Musiciens
- David Bowie : chant
- Rick Wakeman : piano
- Steve Nieve : claviers
- Kevin Armstrong : guitare
- Matthew Seligman (en) : basse
- Neil Conti (en) : batterie
- Luís Jardim (en) : percussions
- Mac Gollehon (en) : trompette
- Gary Barnacle (en), Paul Weimer, Willie Garnett : saxophone ténor
- Andy MacKintosh, Gordon Murphy : saxophone baryton
- Don Weller (en) : saxophone baryton (soliste)
- Janet Armstrong : chœurs

## Classements hebdomadaires et certifications
| Classement (1986)                      | Meilleure position |
| -------------------------------------- | ------------------ |
| Allemagne (GfK Entertainment)          | 7                  |
| Australie (ARIA)                       | 5                  |
| Autriche (Ö3 Austria Top 40)           | 2                  |
| Belgique (Flandre Ultratop 50 Singles) | 3                  |
| Canada (RPM 100 Singles)               | 45                 |
| États-Unis (Billboard Hot 100)         | 53                 |
| France (SNEP)                          | 21                 |
| Irlande (IRMA)                         | 1                  |
| Italie (FIMI)                          | 3                  |
| Norvège (VG-lista)                     | 4                  |
| Nouvelle-Zélande (RMNZ)                | 4                  |
| Pays-Bas (Single Top 100)              | 8                  |
| Royaume-Uni (UK Singles Chart)         | 2                  |
| Suède (Sverigetopplistan)              | 5                  |
| Suisse (Schweizer Hitparade)           | 3                  |

| Classement (2016) | Meilleure position |
| ----------------- | ------------------ |
| Portugal (AFP)    | 81                 |

| Pays              | Certification | Unités certifiées |
| ----------------- | ------------- | ----------------- |
| Royaume-Uni (BPI) | Argent        | 250 000           |